# 中国民主促进会湖南省委员会
中国民主促进会湖南省委员会，简称民进湖南省委、湖南民进，是中国民主促进会在湖南省的地方组织。